# Sophora
Sophora es un género de plantas de la familia Fabaceae.

## Descripción
Comprende cerca de 70 especies arbóreas y arbustivas de follajes caducos o siempreverdes, originario de regiones templadas y subtropicales de Estados Unidos, México, Chile, Japón y China, tiene hojas alternas, compuestas imparipinnadas, flores papilionáceas solamente reunidas en racimo o en panoja, de colores blancos, claros o azul-violáceos, frutos legumbres cilíndricas o aplanadas.
En floricultura se subdivide en dos grupos, según la forma de la flor:
- la sófora tiene flores de corolas similares a la del pisello
- la edwardsia con flores más grandes y abiertas.

Algunas especies de Sophora son:

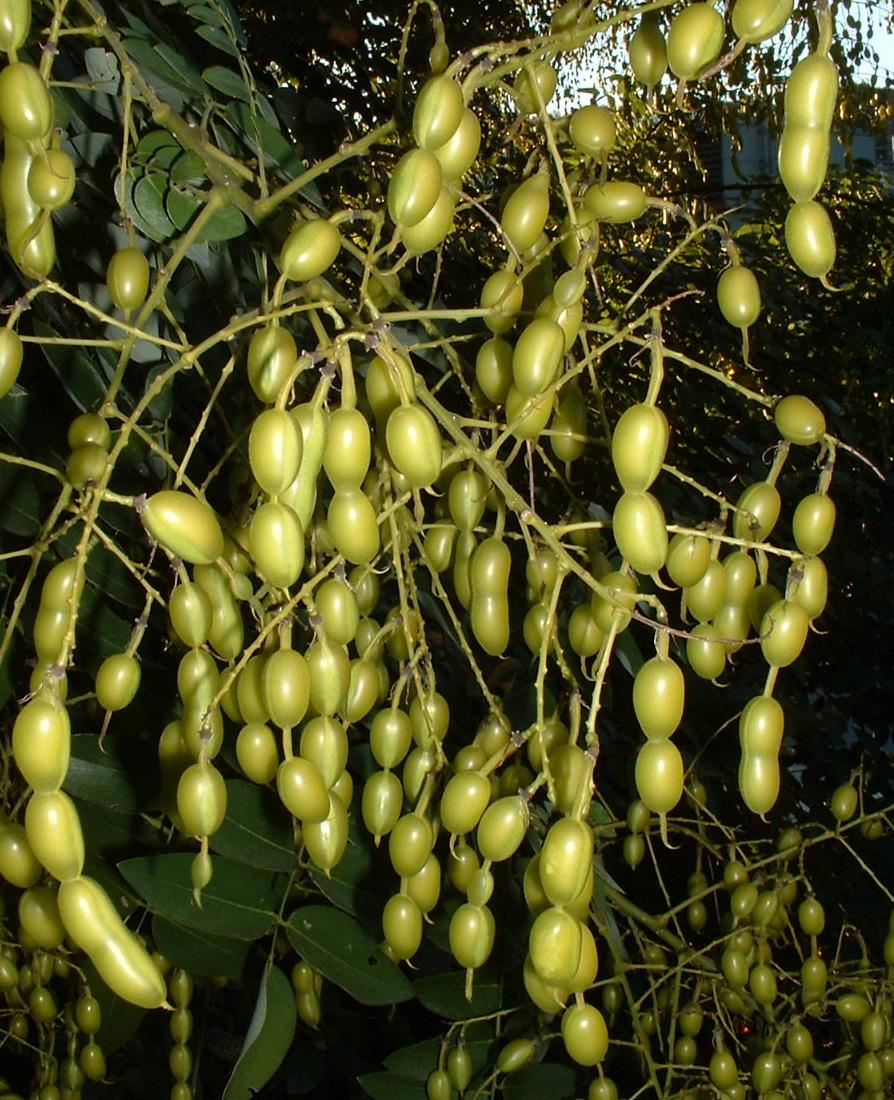
Legumbre de S.japonica.

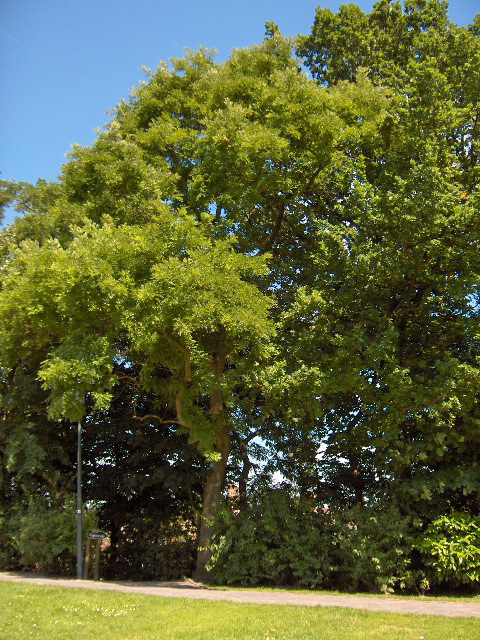
Sophora japonica.

- Sophora japonica L. (sin. Styphnolobium japonicum (L.) Schott) árbol caduco de fuste erecto, con semejanza a la Robinia originaria de China y de Japón, introducida en Europa hacia el siglo XVIII, crece lentamente de 5 a 20 m de altura, porte elegante, tronco con corteza arrugada según líneas tortuosas, ramas de ejemplares más jóvenes, son verde-brillante, las hojas pinnatas compuestas de 11 a 13 foliolos con pelusa, oval-lanceoladas, agudas e, verde-oscuras superiormente y glauco en el envés, márgenes enteros y nervaduras que se prolongan hasta el ápice, con bellas flores estivales de delicado perfume, colores blanco-cremosas, reunidas en racimos formando grandes panojas terminales de hasta 25 cm, poseen un cáliz acampanado con 5 dientes, y una corola con carena que muestra 2 pétalos separados, 10 estambres libres, ovario supero, fruto una legumbre alargada y carnosa, colores verde-vítreo, con numerosas estrías que le confieren un aspecto moniliforme, con semillas ovoidales; comprende numerosas variedades hortícolas, citando la Sophora japonica Pendula.
- Sophora cassioides (Phil.)Sparre (=Edwardsia macnabiana Graham); árbol originario del sur de Chile, de nombre vernáculo pelú, parecido a S. microphylla neozelandesa.
- Sophora toromiro Skottsb. especie fanerógama de árbol endémico de la Isla de Pascua.
- Sophora davidii Kom. ex. Pavol.; especie rústica originaria de China, arbusto de un alto de 3 m, ramas jóvenes pubescentes de colores grisáceos, con follaje caduco, compuesto de 7 a 10 folíolos, pubescentes de consistencia serosa, flores estivales de colores blanco, esfumando al celeste-claro o azul-violáceo reunidos en racimos terminales.
- Sophora flavescens Aiton; especie rústica originaria de China, pequeño arbusto hasta de 15 dm, con hojas largas de 15 a 25 cm, con folíolos ovales, de hasta 6 cm, flores estivales, de colores blanco-cremoso, en racimos cilíndricos de hasta 3 dm.
- Sophora fernandeziana; especie originaria del Archipiélago Juan Fernández.

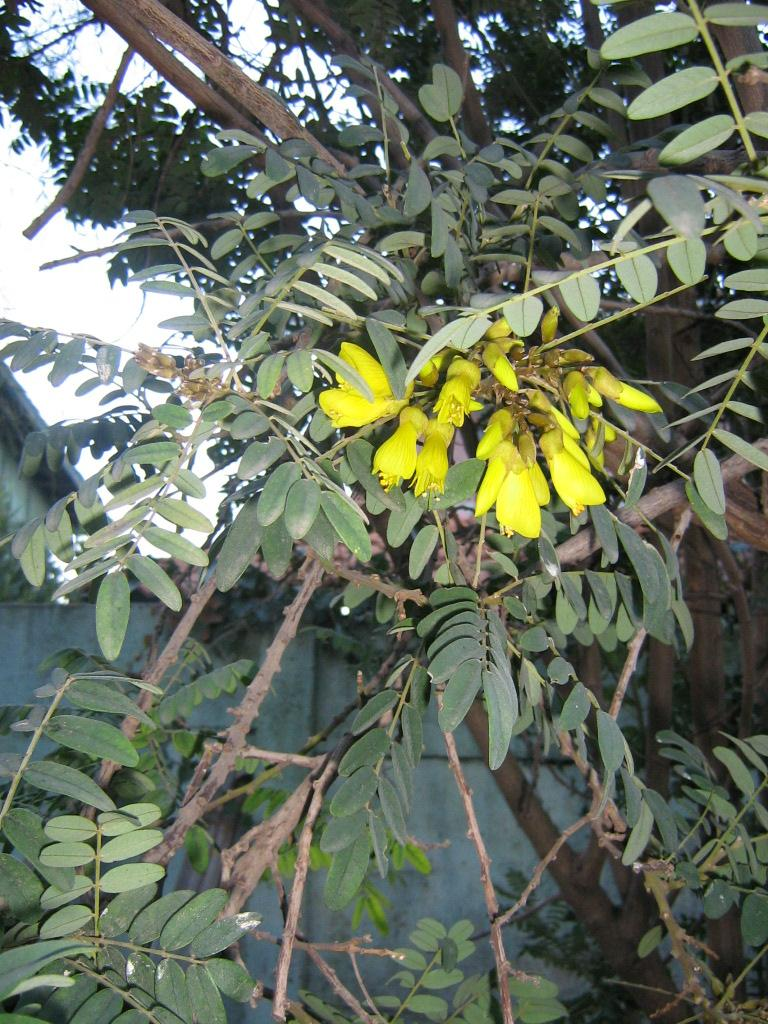
Rama florida de mayú (S.macrocarpa).

- Sophora macrocarpa Sm. (= E. chilensis Miers) especie arbustiva siempreverde originaria de Chile, de hasta 6 m, tiene flores grandes de bellos colores pálidos.
- Sophora masafuerana; especie originaria del Archipiélago Juan Fernández.
- Sophora secundiflora (Ortega) Lag. ex DC.(sin. Calia secundiflora Yakovlev) originaria de México y de Texas, se presenta como un árbol de hasta 15 m, con el tronco breve y delgado, hojas persistentes y flores perfumadísimas.
- Sophora tetraptera J.S.Muell. (= E. grandiflora Salisb.) especie rústica originaria de Nueva Zelandia, arbusto o pequeño árbol semicaduco, con ramas tomentosas de colores claros, con hojas compuestas de 10 a 20 pares folíolos ovales, portando en verano racimos pendulares, con 4 a 12 flores tubulares de colores claros.
- Sophora tomentosa L.; especie poco rústica originaria de las zonas tropicales, es un gran arbusto o árbolito de 4 a 7 m de altura, con ramas tomentosas de colores blanco-plateadas, hojas compuestas caducas, con 9 foliolos ovales, flores estivales papilionáceas de colores claro-pálido, reunidas en racimos largos de hasta 15 cm.

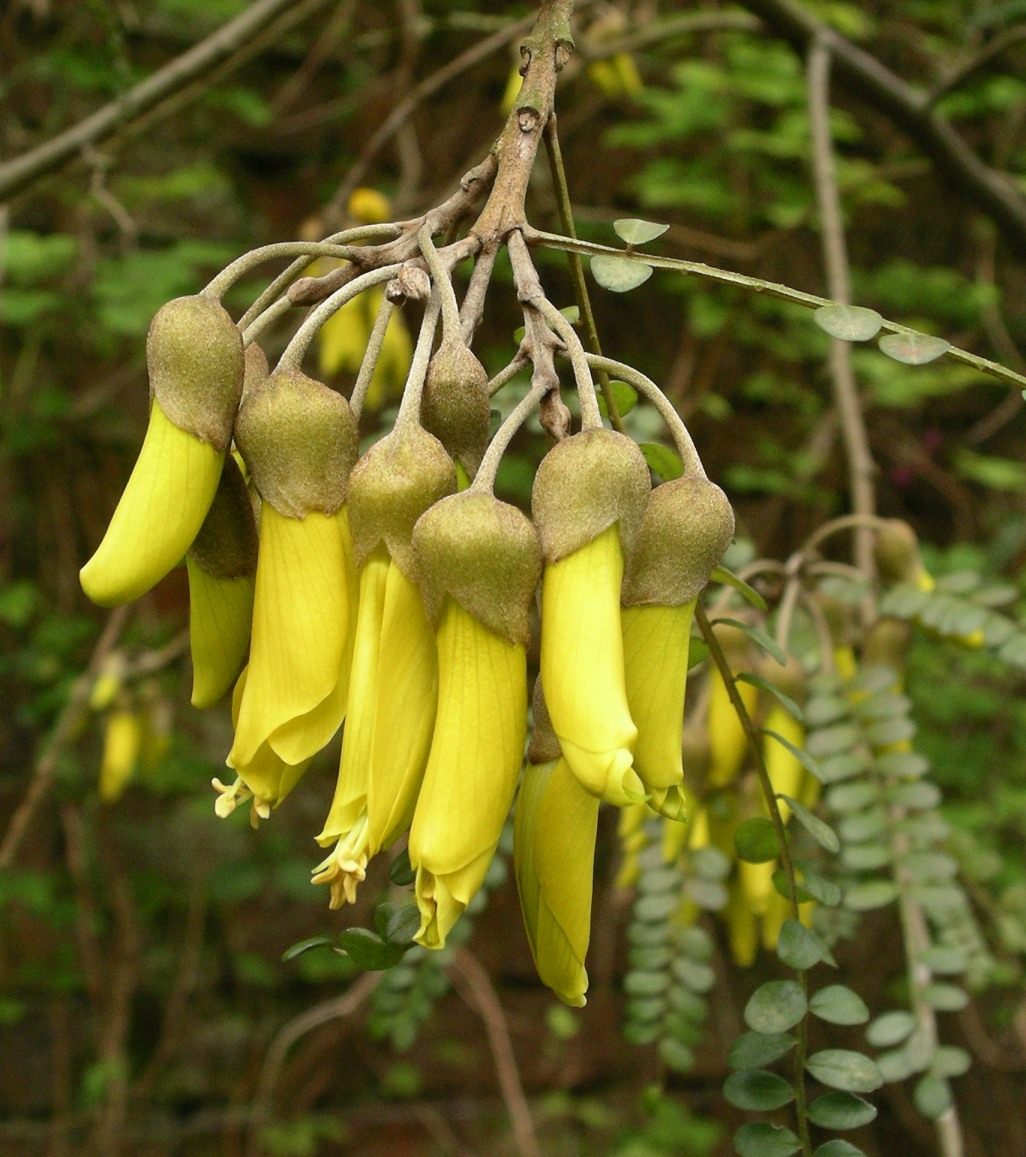
Sophora tetraptera.

## Taxonomía
El género fue descrito por Carlos Linneo y publicado en Species Plantarum 1: 373. 1753. La especie tipo es: Dicrocaulon pearsonii N.E. Br.
Etimología
Sophora nombre genérico que deriva de la palabra árabe Sofera que designa a una especie del género Senna.

## Especies
- Sophora albescens (Rehder) C.Y. Ma
- Sophora albo-petiolulata Léonard
- Sophora alopecuroides L.—Sophora Root

- Sophora bakeri Prain
- Sophora benthamii Steenis
- Sophora brachygyna C.Y. Ma
- Sophora cassioides (Phil.) Sparre—Pelú (Chile)[4]
- Sophora chathamica Cockayne—Coastal Kowhai (New Zealand)
- Sophora chrysophylla (Salisb.) Seem.
- Sophora davidii (Franch.) Kom. ex Pavol.
- Sophora denudata Bory
- Sophora dunnii Craib
- Sophora exigua Craib
- Sophora fernandeziana (Phil.) Skottsb.
- Sophora flavescens Aiton
- Sophora franchetiana Dunn
- Sophora fraseri Benth.
- Sophora fulvida (Allan) Heenan & de Lange
- Sophora godleyi—Godley Kowhai, Papa Kowhai (New Zealand)
- Sophora howinsula (W.R.B.Oliv.) P.S.Green
- Sophora huamotensis [5] Tailandia
- Sophora inhambanensis Klotzsch
- Sophora interrupta Bedd.
- Sophora jaubertii Spach
- Sophora koreensis Nakai
- Sophora lanaiensis (Chock) O. Deg. & I. Deg.
- Sophora leachiana M. Peck
- Sophora linearifolia Griseb.
- Sophora longipes Merr.
- Sophora macrocarpa Sm.
- Sophora mangarevaensis H.St.John
- Sophora masafuerana (Phil.) Skottsb.
- Sophora microcarpa C.Y. Ma
- Sophora microphylla Aiton
- Sophora molloyi—Cook Strait
- Sophora mollis (Royle) Baker
- Sophora moorcroftiana (Benth.) Baker
- Sophora nuttalliana B.L. Turner
- Sophora pachycarpa Schrenk ex C.A.Mey.
- Sophora polyphylla Urb.
- Sophora praetorulosa Chun & T. Chen
- Sophora prazeri Prain
- Sophora prostrata Buchanan
- Sophora raivavaeensis H.St.John
- Sophora rapaensis H.St.John
- Sophora rhynchocarpa Griseb.
- Sophora saxicola Proctor (Jamaica)
- Sophora stenophylla A. Gray
- Sophora tetraptera J.F. Mill.
- Sophora tomentosa L. - tambalisa de Filipinas[6]
- Sophora tonkinensis Gagnep.
- Sophora unifoliata (Rock) O. Deg. & Sherff
- Sophora velutina Lindl.
- Sophora violacea Thwaites
- Sophora wightii Baker
- Sophora xanthantha C.Y. Ma
- Sophora yunnanensis C.Y. Ma
- Sophora zeylanica Trimen
- Sophora prostrata Buchanan
- Sophora raivavaeensis H.St.John
- Sophora rapaensis H.St.John
- Sophora rhynchocarpa Griseb.
- Sophora saxicola Proctor
- Sophora stenophylla A. Gray
- Sophora tetraptera J.F. Mill.
- Sophora tonkinensis Gagnep.
- Sophora toromiro Skottsb.
- Sophora unifoliata (Rock) O. Deg. & Sherff
- Sophora velutina Lindl.
- Sophora violacea Thwaites
- Sophora wightii Baker
- Sophora xanthantha C.Y. Ma
- Sophora yunnanensis C.Y. Ma
- Sophora zeylanica Trimen

## Uso
- Para cubrir jardines, calles, parques, o en macetas de dimensiones para decorar terrazas.
- En las zonas asiáticas de origen, se extraen pigmentos para colorear de rosa la tez.
- Las semillas de Sophora secundiflora contienen citisina, usados como alucinógenos en ritos tribales de las poblaciones originarias de Estados Unidos.
- La madera de Sophora japonica y de Sophora tetraptera es densa, compacta y muy resistente, utilizada para construir objetos de uso común.

## Método de cultivo
Necesita clima no muy frío y suelo fértil.
Se multiplica por semilla y vegetativamente.